# Зенгер, Макс
Макс Зенгер (нем. Max Sänger; 14 марта 1853, Байройт — 12 января 1903, Бубенеч, Цислейтания) — немецкий врач, акушер и гинеколог.
Происходил из еврейской семьи; женившись на Хельге Ваагаард (1854—1931, норвежского происхождения), принял лютеранство. Учился в Вюрцбурге и Лейпциге; в 1876 доктор медицины за диссертацию «Die Mechanik der Broncho- und Pneumorrhagien hei Tuberculosis pulmonum».
В 1876—1878 был ассистентом Патологического института в Лейпциге, в 1878—1881 там же ассистентом у профессора Креде в Акушерской клинике.
В 1881 приват-доцент, в 1890 экстраординарный профессор акушерства и гинекологии в Лейпциге, с 1899 до своей смерти ординарный профессор в Праге.
Список работ Зенгера с 1877 по 1899 включает 122 названия. Работы Зенгера посвящены различным отделам гинекологии и акушерства. В 1882 году усовершенствовал разработанную годом ранее операцию кесарева сечения, что сделало возможным сохранение матки.
Совместно с Герфом Зенгер издал энциклопедию акушерства и женских болезней — «Die Encyklopädie für Geburtshilfe und Gynäkologie». Совместно с Мартином основал в 1894 «Monatshefte für Geburtshilfe und Gynäkologie».
Сын — учёный-медик, гинеколог Ханс Зангер (Hans Saenger, 1884—1943).

## Основные труды
- «Zur Frage der Nabelschnurstrangulation unter der Geburt» («Archiv für Gynäkologie», XIV);
- «Die Tripperansteckung beim weiblichen Geschlecht» (Лейпциг, 1889);
- «Über Perineorraphie durch Spaltung des Septum recto-vaginale und Lappenbildung» (Volkmann’s «Sammlung klinischer Vorträge»);
- «Neubildungen der Tuben» (совместно с Бартом в «Handbuch der Adnexerkrankungen» Мартина);
- «Asepsis in der Geburtshilfe und Gynäkologie» (Лейпциг, 1894; совместно с Оденталем; имеется в русском переводе — «Асептика в гинекологии и акушерстве», СПб., 1896).